# Doljevac
Doljevac (Servisch: Дољевац) is een gemeente in het Servische district Nišava.
Doljevac telt 19.561 inwoners (2002). De oppervlakte bedraagt 121 km², de bevolkingsdichtheid is 161,7 inwoners per km².